# Citroenbarbeel
De Citroenbarbeel (Parupeneus cyclostomus) is een straalvinnige vissensoort uit de familie van zeebarbelen (Mullidae).
De wetenschappelijke naam van de soort is voor het eerst gepubliceerd in 1801 door Bernard Germain de Lacépède.